# Fachhochschule des Heeres 2
Die Fachhochschule des Heeres 2 (FHSH 2) in München war neben der Fachhochschule des Heeres 1 in Darmstadt eine der beiden Fachhochschulen des Heeres.
Die Ausbildungseinrichtung wurde 1975 zusammen mit der Fachhochschule des Heeres 1 und der Fachhochschule der Luftwaffe in Neubiberg in die Hochschule der Bundeswehr München integriert, die 1985 in Universität der Bundeswehr München umbenannt wurde. Der letzte Studienlehrgang an der Fachhochschule des Heeres 2 endete im Juli 1980. Auftrag der Fachhochschulen des Heeres war die Ausbildung von Offizieren des Truppendienstes des Heeres zu graduierten Ingenieuren. Nach der Integration der Fachhochschulen des Heeres und der Luftwaffe in die Hochschule der Bundeswehr München entstanden dort neben den universitären Studiengängen die drei Fachbereiche mit Fachhochschulstudiengängen Bauingenieurwesen und Elektrotechnik, Maschinenbau und Betriebswirtschaft.  Für Nachdiplomierungen der Absolventen war die Universität der Bundeswehr München zuständig.